# 勒瓦勒 (贝尔福地区省)
勒瓦勒（法語：Leval，法語發音：[ləval]）是法国弗朗什-孔泰大区贝尔福地区省的一个市镇，属于贝尔福区。

## 地理
勒瓦勒（47°43'44"N, 6°58'54"E）面积6 平方千米，位于法国勃艮第-弗朗什-孔泰大區贝尔福地区省，该省份为法国东北部内陆省份，东临上莱茵省，北起孚日省，西接上索恩省，南与杜省和瑞士接壤。
与勒瓦勒接壤的市镇（或旧市镇、城区）包括：马斯沃-尼德布吕克、上苏尔茨巴克、珀蒂特方丹、罗马尼苏鲁日蒙、鲁日蒙堡。

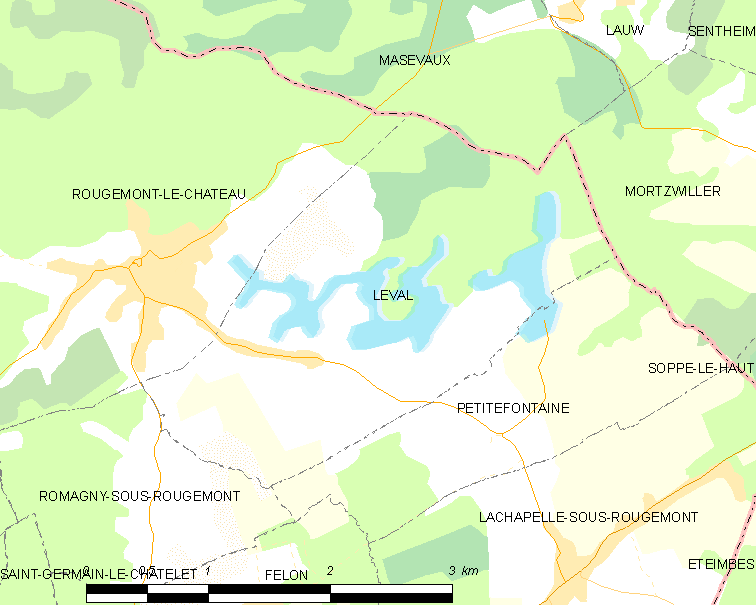
的OSM定位图

勒瓦勒的时区为UTC+01:00、UTC+02:00（夏令时）。

## 行政
勒瓦勒的邮政编码为90110，INSEE市镇编码为90066。

## 政治
勒瓦勒所属的省级选区为日罗马尼县。

## 人口

1962-2008年间人口变化图示

勒瓦勒于2022年1月1日时的人口数量为248人。